# Aedes franclemonti
Aedes franclemonti är en tvåvingeart som beskrevs av John Nicholas Belkin 1962. Aedes franclemonti ingår i släktet Aedes och familjen stickmyggor. Inga underarter finns listade i Catalogue of Life.